# 厄爾珀湖
52°17′16″N 10°30′22″E / 52.28778°N 10.50611°E

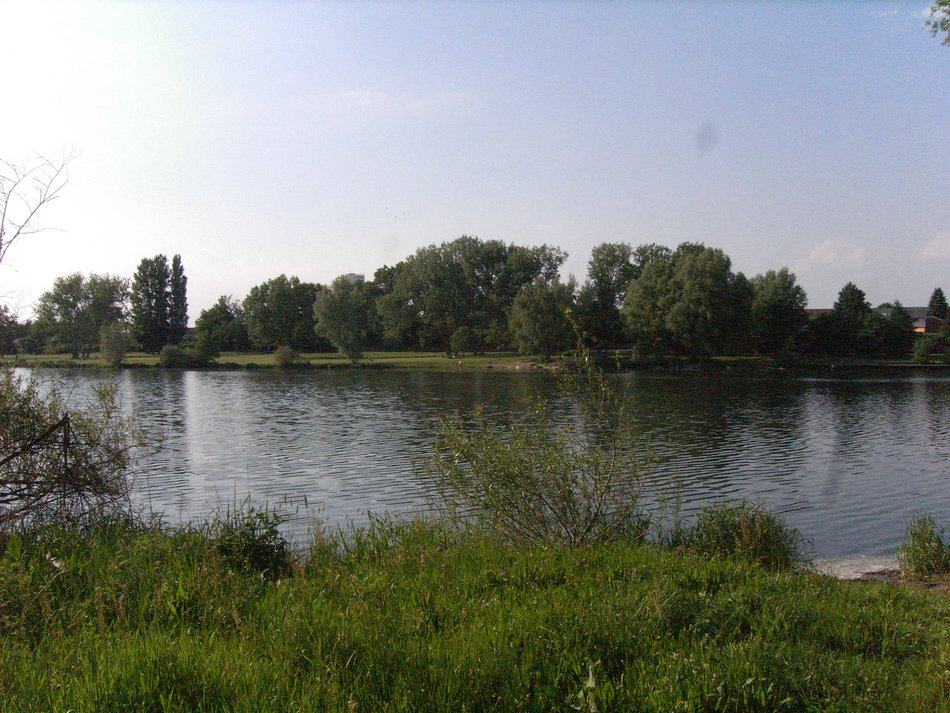

厄爾珀湖（德語：Ölpersee），是德國的湖泊，位於該國西北部，由下薩克森州負責管轄，處於不倫瑞克，長0.8公里、寬0.2公里，面積0.16平方公里，海拔高度66米，最大水深14.3米。